# Grand Hotel Continental (München)

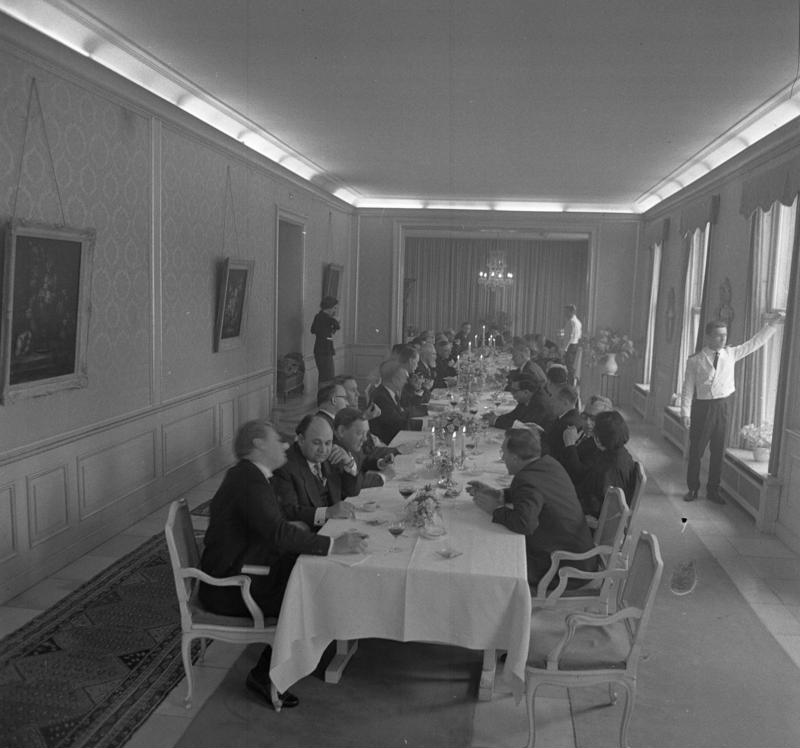
Staatsbesuch im Grand Hotel Continental (1962)

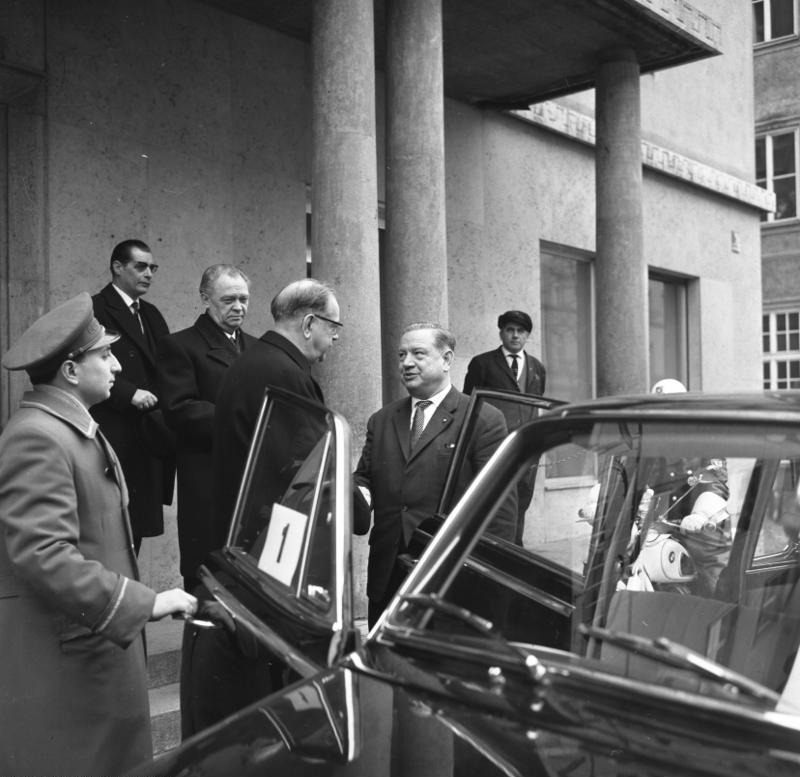
Staatsbesuch vor dem Grand Hotel Continental (1964)

Das Grand Hotel Continental war ein Luxushotel in München, das von 1892 bis 1994 existierte.

## Geschichte
Das Hotel entstand durch Umbau eines „vornehmen alten Adels-Palais“ auf dem Eckgrundstück Ottostraße / Max-Joseph-Straße und wurde 1892 eröffnet. 1906 wurde die Innenausstattung im Auftrag des Hoteliers Max Diener nach Entwürfen von Ludwig Hohlwein erneuert. Um 1910/1911 erfolgten eine Aufstockung und die Erneuerung weiterer Raumausstattungen.
Bekannte Gäste waren unter anderen Elisabeth von Österreich-Ungarn, Gustav Mahler, Thomas Mann, Gerhart Hauptmann und Rainer Maria Rilke. In den 1960er Jahren wurde das Hotel von vielen Staatsbesuchern genutzt.
Mitte der 1970er gab es erste wirtschaftliche Probleme. Noch 1987 zählte der Gault-Millau das Hotel jedoch zu den zwölf besten in Deutschland. 1994 musste das Hotel schließen. Auf dem Grundstück Max-Joseph-Straße 5 steht seit 1997 das Haus der Bayerischen Wirtschaft; das darin befindliche Restaurant Conti erinnert an das ehemalige Hotel.